# Seydou Doumbia
Seydou Doumbia (sinh ngày 31 tháng 12 năm 1987) là một cầu thủ bóng đá người Côte d'Ivoire.

## Đội tuyển bóng đá quốc gia
Seydou Doumbia thi đấu cho đội tuyển bóng đá quốc gia Côte d'Ivoire từ năm 2008.

## Thống kê sự nghiệp
| Đội tuyển bóng đá Bờ Biển Ngà | Đội tuyển bóng đá Bờ Biển Ngà | Đội tuyển bóng đá Bờ Biển Ngà |
| Năm                           | Trận                          | Bàn                           |
| ----------------------------- | ----------------------------- | ----------------------------- |
| 2008                          | 1                             | 0                             |
| 2009                          | 3                             | 1                             |
| 2010                          | 6                             | 0                             |
| 2011                          | 3                             | 0                             |
| 2012                          | 5                             | 0                             |
| 2013                          | 1                             | 0                             |
| 2014                          | 3                             | 1                             |
| 2015                          | 9                             | 2                             |
| 2016                          | 0                             | 0                             |
| 2017                          | 3                             | 4                             |
| Tổng cộng                     | 36                            | 9                             |